# Verwaltungsgemeinschaft Pfaffing
Die Verwaltungsgemeinschaft Pfaffing liegt im oberbayerischen Landkreis Rosenheim und wird aus folgenden Gemeinden gebildet:
1. Albaching, 1740 Einwohner, 18,16 km²
2. Pfaffing, 4104 Einwohner, 35,39 km²

Sitz der Verwaltungsgemeinschaft ist Pfaffing.
Am 1. Mai 1978 wurde die Gemeinde Albaching im Zuge der Gemeindegebietsreform gegen den Willen ihrer Bürger aufgelöst und in die Gemeinde Pfaffing eingegliedert. Nach jahrelangem Widerstand und zahlreichen Verhandlungen erhielt Albaching am 1. Januar 1994 seine Selbständigkeit zurück und bildet seitdem eine Verwaltungsgemeinschaft mit der Gemeinde Pfaffing.